# Lampanyctus simulator
Lampanyctus simulator és una espècie de peix de la família dels mictòfids i de l'ordre dels mictofiformes.

## Morfologia
- Els mascles poden assolir 9,3 cm de longitud total.[3][4]

## Depredadors
A les Filipines és depredat per Lagenodelphis hosei.

## Hàbitat
És un peix marí i d'aigües profundes que viu fins als 500 m de fondària.

## Distribució geogràfica
Es troba al Pacífic nord.